# تيسا ورلي
تيسا ورلي (مواليد 4 أكتوبر 1989) هي لاعبة تزلج على المنحدرات الثلجية فرنسية، شارك في 2 ألعاب أولمبية شتوية.